# Segelsportföreningen - Ungdomarnas Båtbygge
Segelsportföreningen - Ungdomarnas Båtbygge, UBB, är en ideell förening i Stockholm som hjälper ungdomar att bygga egna små segelbåtar. Verksamheten påbörjades 1959 och övergick 1963 i kommunal regi med både båtbygge och seglarläger. UBB expanderade till att som mest omfatta tre bygglokaler på olika ställen i Stockholm. Sedan de kommunal anslagen drogs in 1983 drivs UBB i form av en ideell förening.
Ända sedan verksamheten började har långseglaren och kanotkonstruktören Nils-Göran Bennich-Björkman varit en viktig del av UBB.
Sedan starten har ca 600 båtar byggts. De flesta är konstruerade av föreningens egna instruktörer för att vara bra, lättbyggda och passa in i verksamheten.
Målet för ungdomarna är att få segla den egenhändigt byggda båten. Minst lika viktig är dock vägen dit, att man får lära sig hantera verktyg och material och hur saker fungerar.
UBB har idag (2018) sin verksamhet ombord på MS Stenfjell vid Söder Mälarstrand.

## Båtbyggeri
Ungdomarna bygger jollar, katamaraner och segelkanoter av olika slag. Vanligaste typerna finns på denna webbsida

## Seglarläger
Seglarlägret är årets höjdpunkt då ungdomarna får segla sin egenhändigt byggda båt.
Första veckan är alla grupper tillsammans på Ägnö, en ö utanför Saltsjöbaden.
Efter första veckan skiljs grupperna åt för olika vidare äventyr i Stockholms skärgård.

## Kappseglingar
UBB deltar i och arrangerar kappseglingar.